# Wereldkampioenschap voetbal 2006 (Groep E) Verenigde Staten - Tsjechië
Deze pagina is een subpagina van het artikel Wereldkampioenschap voetbal 2006. Hierin wordt de wedstrijd in de groepsfase in groep E tussen de Verenigde Staten en Tsjechië gespeeld op 12 juni 2006 nader uitgelicht.

## Nieuws voorafgaand aan de wedstrijd
- 29 mei - Brian McBride was de enige doelpuntenmaker in de laatste oefenwedstrijd van de Amerikanen. De in Duitsland gespeelde wedstrijd tegen Letland werd dan ook met 1-0 gewonnen.
- 3 juni - Tsjechië was oppermachtig in de uitzwaaiwedstrijd tegen mede WK-ganger Trinidad en Tobago. De ploeg van Leo Beenhakker werd al bij de rust op een 3-0-achterstand getrakteerd. De twee doelpunten van Jan Koller en het derde doelpunt van Pavel Nedvěd bleken uiteindelijk de enige doelpunten te zijn omdat de Tsjechen het in de tweede helft beduidend rustiger aan deden.

## Wedstrijdgegevens
| Datum                | 12 juni 2006                 | 12 juni 2006                 |
| Stadion              | Veltins-Arena, Gelsenkirchen | Veltins-Arena, Gelsenkirchen |
| Toeschouwers         | 52.000                       | 52.000                       |
| Scheidsrechter       | Carlos Amarilla              | Carlos Amarilla              |
| Assistenten          | Amelio Andino Manuel Bernal  | Amelio Andino Manuel Bernal  |
| Vierde man           | Carlos Chandía               | Carlos Chandía               |
| Man van de wedstrijd | Tomáš Rosický                | Tomáš Rosický                |
|                      | Verenigde Staten             | Tsjechië                     |
| Doelpunten           | 0                            | 3                            |
| Gele kaarten         | 2                            | 4                            |
| Rode kaarten         | 0                            | 0                            |
| Wissels              | 3                            | 3                            |
| Schoten op doel      | 1                            | 5                            |
| Schoten naast doel   | 14                           | 14                           |
| Overtredingen        | 15                           | 19                           |
| Hoekschoppen         | 2                            | 5                            |
| Buitenspel           | 0                            | 9                            |
| Strafschoppen        | 0                            | 0                            |
| Balbezit (tijd)      | 32'00"                       | 26'00"                       |
| Balbezit (%)         | 55%                          | 45%                          |

| Verenigde Staten | 0 – 3           | Tsjechië |
| | goals (assists) | 5' Jan Koller 36' Tomáš Rosický 76' Tomas Rosicky |
| Bruce Arena | bondscoach      | Karel Brückner |
| Kasey Keller Pablo Mastroeni ( 46') Steve Cherundolo ( 46') Eddie Lewis Claudio Reyna Bobby Convey DaMarcus Beasley Brian McBride ( 77') Landon Donovan Oguchi Onyewu Eddie Pope | opstellingen    | Petr Čech Zdeněk Grygera Tomáš Galásek Marek Jankulovski Karel Poborský ( 82') Jan Koller ( 45') Tomáš Rosický ( 86') Pavel Nedvěd Jaroslav Plašil Tomas Ujfalusi David Rozenhal |
| John O'Brien ( 46') Eddie Johnnson ( 46') Josh Wolff ( 77') | wissels         | Vratislav Lokvenc ( 45') Jan Polák ( 82') Jiri Stajner ( 86') |
| 5' Oguchi Onyewu 60' Claudio Reyna | gele kaarten    | 16' David Rozehnal 59' Vratislav Lokvenc 81' Tomas Rosicky 88' Zdeněk Grygera |
| | rode kaarten    | |

## Hoogtepunten
- '5. Jan Koller scoort na een voorzet van Zdeněk Grygera de 1-0 voor Tsjechië
- '36. Tomáš Rosický scoort met een geweldige afstandsknal in de kruising de 2-0
- '42. Spits Jan Koller, de maker van het eerste doelpunt, valt uit met waarschijnlijk een hamstringblessure, waardoor het toernooi zo goed als over voor hem is.
- '76. Tomáš Rosický scoort zijn tweede van de avond, na een uitbraak vanuit de middellijn vanaf de zestienmeterlijn met een lobje doelman Kasey Keller verschalkt.
- '92. Scheidsrechter Carlos Amarilla fluit af voor de wedstrijd.

## Overzicht van wedstrijden
| Groepswedstrijden | | | |
| Groep A | Groep B | Groep C | Groep D |
| Duitsland - Costa Rica Polen - Ecuador Duitsland - Polen Ecuador - Costa Rica Ecuador - Duitsland Costa Rica - Polen             | Engeland - Paraguay Trinidad en Tobago - Zweden Engeland - Trinidad en Tobago Zweden - Paraguay Zweden - Engeland Paraguay - Trinidad en Tobago | Argentinië - Ivoorkust Servië en Montenegro - Nederland Argentinië - Servië en Montenegro Nederland - Ivoorkust Nederland - Argentinië Ivoorkust - Servië en Montenegro | Mexico - Iran Angola - Portugal Mexico - Angola Portugal - Iran Portugal - Mexico Iran - Angola                               |
| Groep E | Groep F | Groep G | Groep H |
| Italië - Ghana Verenigde Staten - Tsjechië Italië - Verenigde Staten Tsjechië - Ghana Tsjechië - Italië Ghana - Verenigde Staten | Australië - Japan Brazilië - Kroatië Brazilië - Australië Japan - Kroatië Japan - Brazilië Kroatië - Australië                                  | Frankrijk - Zwitserland Zuid-Korea - Togo Frankrijk - Zuid-Korea Togo - Zwitserland Togo - Frankrijk Zwitserland - Zuid-Korea                                           | Spanje - Oekraïne Tunesië - Saoedi-Arabië Spanje - Tunesië Saoedi-Arabië - Oekraïne Saoedi-Arabië - Spanje Oekraïne - Tunesië |
| Achtste finales | | | |
| Duitsland - Zweden Argentinië - Mexico                                                                                           | Italië - Australië Zwitserland - Oekraïne | Engeland - Ecuador Portugal - Nederland | Brazilië - Ghana Spanje - Frankrijk                                                                                           |
| Kwartfinales | | | |
| Duitsland - Argentinië | Italië - Oekraïne | Engeland - Portugal | Brazilië - Frankrijk |
| Halve finales | | | |
| Duitsland - Italië | Duitsland - Italië | Portugal - Frankrijk | Portugal - Frankrijk |
| Troostfinale | | | |
| Duitsland - Portugal | | | |
| Finale | | | |
| Italië - Frankrijk | | | |